# Black Marble
Black Marble est un projet musical de cold wave et de synthpop américain, fondé en 2012 par Chris Stewart.

## Biographie
Les origines de Black Marble remontent au début des années 2010 à Brooklyn, lorsque Chris Stewart commence à faire de la musique assistée par ordinateur. Il s'inspire de la scène locale, notamment de Wierd, une soirée dansante qui programme des groupes de musique électronique internationaux (et a également engendré le label Wierd Records). Stewart est particulièrement séduit par le matériel audio et analogique de Sean McBride (Martial Canterel, Xeno and Oaklander). Il commence à rassembler son propre arsenal de synthétiseurs vintage, notamment un Roland Juno et un Korg DW-8000. Peu de temps après, il est rejoint par Ty Kube, ancien membre de Team Robespierre.
Le duo fait ses débuts en janvier 2012 avec The Weight Against the Door, un EP publié par le label de Seattle Hardly Art. En septembre, leur premier album intitulé A Different Arrangement est publié. Peu de temps après, Kube quitte le projet tandis que Stewart est hospitalisé pour un cas grave de pneumonie. It's Immaterial, deuxième album de Black Marble, sort en octobre 2016 sur le label Ghostly International.
Après s'être installé à Los Angeles, Stewart commence à travailler sur son troisième album. Il écrit des chansons plus immédiates, qui mettent sa voix au premier plan. En octobre 2019, Sacred Bones publie l'album nommé Bigger Than Life.
Un quatrième album, Fast Idol, sort le 22 octobre 2021.